# Живий!
«Живий!» (албан. Gjallë!) — французько-албансько-австрійський драматичний фільм 2009 року режисера Артана Мінароллі. Фільм розповідає про студента університету Колі, який вирушає до рідного села, де його намагаються вбити за злочин діда.

## Сюжет
Студент Тиранського університету дізнається про смерть свого батька і вирушає на похорон до рідного села, розташованого в горах. Рідні місця зустрічають Колі недоброзичливо: під час прогулянки по околицях хтось намагається його вбити. Тоді Колі вперше дізнається історію своєї сім'ї та кровної помсти за вбивство, вчиненого шістдесят років тому його дідом. Щоб зупинити кровну помсту, Колі вирушає до будинку чоловіка, що намагався його вбити.

## У ролях
| Актор          | Роль              |
| -------------- | ----------------- |
| Нік Ксхеліладж | Колі              |
| Джевдет Феррі  | Зефі              |
| Бруно Шллаку   | Року              |
| Ніада Саліасі  | Діана             |
| Бесарт Каллаку | Фіка              |
| Лулі Бітрі     | дівчина в басейні |
| Ромір Залла    | Тіку              |
| Тінка Курті    | бабця Фатіми      |
| Решат Арбана   | хресний батько    |
| Арджіл Ліці    | медіатор          |
| Ені Кані       | Фатіма            |
| Гентан Зенелай | брат Фатіми       |
| Джуліан Деда   | брат Фатіми       |
| Ерман Мамакі   | брат Фатіми       |
| Дріада Матоші  | молодий альпініст |